# 歩兵第2連隊

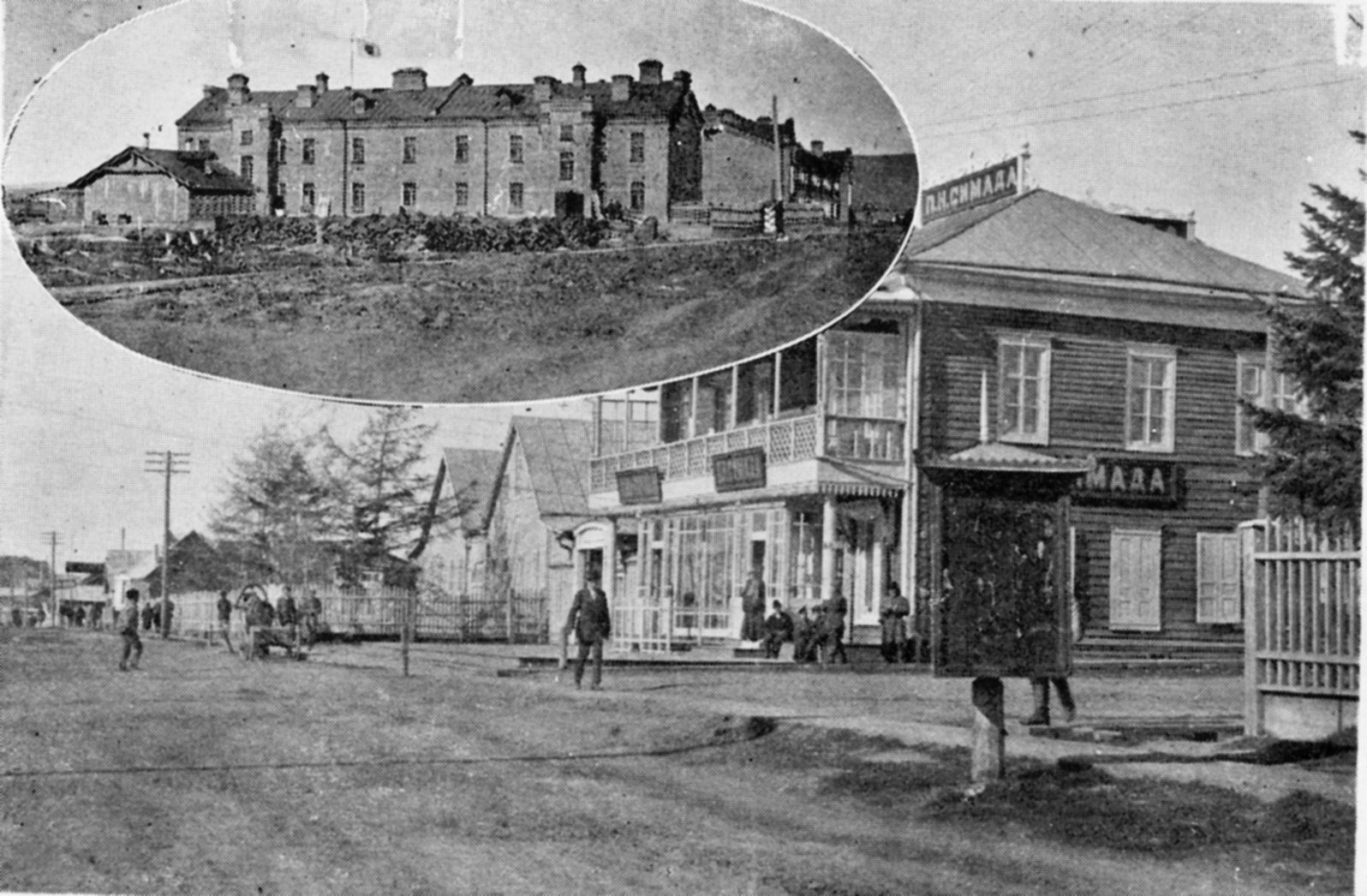
尼港事件で歩兵第2連隊第3大隊は日本軍兵営（写真左上）と島田商会（写真右手）などに在留邦人と立て籠もり赤軍と戦い玉砕した

歩兵第2連隊（ほへいだい2れんたい、歩兵第二聯隊（旧字体：步兵第二聯隊󠄁））は、大日本帝国陸軍の連隊のひとつ。

## 沿革
- 1874年（明治7年）12月19日 - 東京鎮台歩兵第2連隊として軍旗拝受、連隊本部は宇都宮の宇都宮城内に置かれる
- 1877年（明治10年） - 西南戦争に従軍
- 1884年（明治17年）6月 - 連隊本部を宇都宮から千葉県印旛郡佐倉町に変更、宇都宮歩兵第2連隊第2大隊も佐倉へ移駐する
- 1888年（明治21年）5月12日 - 東京鎮台が改組となり、新設された東京第1師団佐倉歩兵第2旅団隷下となる
- 1894年（明治27年） - 日清戦争に従軍
- 1899年（明治32年）3月31日 - 東京を29日に出発し佐倉に移転[1]。
- 1904年（明治37年） - 日露戦争に従軍
- 1907年（明治40年）9月 - 東京第1師団佐倉歩兵第2旅団隷下から、宇都宮第14師団水戸歩兵第27旅団隷下に変更となる
- 1908年（明治41年）4月 - 千葉県印旛郡佐倉町から茨城県水戸へ転営
- 1909年（明治42年）3月28日 - 茨城県東茨城郡渡里村（現・水戸市）に移転[2]。
- 1919年（大正8年）4月 - シベリア出兵のためハバロフスクに上陸
- 1920年（大正9年） - 尼港事件で第3大隊が全滅
- 1931年（昭和6年）3月7日 - 上海呉淞に上陸、第一次上海事変

その後満州駐留、熱河作戦などに従軍
- 1934年（昭和9年）5月 - 帰還
- 1937年（昭和12年）9月4日 - 塘沽に上陸、永定河敵前渡河、保定会戦に参加
- 1939年（昭和14年）9月26日 - 復員下令、水戸へ帰還
- 1940年（昭和15年）8月 - 満州駐屯
- 1944年（昭和19年）
  - 4月 - パラオ諸島ペリリュー島の守備に就く
  - 11月24日 - 連隊長・中将中川州男が大本営陸軍部に宛てて決別電報を発信し直後に自決。残存兵55人は軍旗を奉焼の上バンザイ突撃を敢行。本連隊の70年に及んだ歴史は総員玉砕の形で終焉した。

## 歴代連隊長
| 代 | 氏名       | 在任期間               | 備考                                                                     |
| -- | ---------- | ---------------------- | ------------------------------------------------------------------------ |
| 1  | 阿武素行   | 1874.3.24 - 1880.4.30  | 心得（少佐）、1878.11.大佐                                               |
| 2  | 児玉源太郎 | 1880.5.7 -             | 中佐、1883.2.大佐                                                        |
| 3  | 内藤之厚   | 1885.5.26 -            | 中佐、1889.11.大佐                                                       |
| 4  | 浅田信興   | 1892.9.21 -            | 中佐                                                                     |
| 5  | 山田保永   | 1893.9.14 -            | 中佐                                                                     |
| 6  | 伊瀬知好成 | 1894.9.12 -            |                                                                          |
| 7  | 松永正敏   | 1895.1.14 - 1896.9.25  | 中佐、1895.1.18大佐                                                      |
| 8  | 田部正壮   | 1896.9.25 - 1903.7.2   | 中佐、1897.10.大佐                                                       |
| 9  | 渡辺騏十郎 | 1903.7.2 - 1905.5.4    |                                                                          |
| 10 | 恒吉忠道   | 1905.5.14 - 1907.11.13 |                                                                          |
| 11 | 永田克之   | 1907.11.13 - 1912.9.28 |                                                                          |
| 12 | 高山公通   | 1912.9.28 - 1914.8.8   |                                                                          |
| 13 | 黒田善治   | 1914.8.10 - 1916.8.18  |                                                                          |
| 14 | 山下五三郎 | 1916.8.18 -            |                                                                          |
| 15 | 深水武平次 | 1919.7.25 -            |                                                                          |
| 16 | 多門二郎   | 1921.6.3 - 1922.8.15   |                                                                          |
| 17 | 安藤紀三郎 | 1922.8.15 - 1923.8.6   |                                                                          |
| 18 | 中村浜作   | 1923.8.6 -             |                                                                          |
| 19 | 鈴木美通   | 1925.5.1 -             |                                                                          |
| 20 | 長岡正雄   | 1926.3.2 -             |                                                                          |
| 21 | 田中静壱   | 1930.8.1 -             |                                                                          |
| 22 | 中山健     | 1932.5.28 -            |                                                                          |
| 23 | 横山勇     | 1934.8.1 - 1936.3.28   |                                                                          |
| 24 | 石黒貞蔵   | 1936.3.28 -            |                                                                          |
| 25 | 横山静雄   | 1938.3.1 -             |                                                                          |
| 26 | 鬼武五一   | 1939.3.9 -             |                                                                          |
| 27 | 西本英夫   | 1942.4.1 -             |                                                                          |
| 末 | 中川州男   | 1943.6.10 - 1944.11.24 | ペリリューの戦いにおける総員玉砕の責任を取り自決。 死後、2階級特進で中将 |